# Revolting Cocks
Revolting Cocks, také jako RevCo, byla americká industriální hudební skupina, která byla založena jako vedlejší projekt Al Jourgensena (Ministry) a Luca Van Ackera.
Skupinu založil v roce 1985 Jourgensen, Belgičan Luc Van Acker, Patrick Codenys a Richard 23 (Front 242). Jako první vydali singl No Devotion na Wax Trax labelu.
Poté, co odešel Richard 23 a Patrick Codenys byla skupina rozšířena o rychle se střídající muzikanty soustředěné okolo Chrise Connelyho (Fini Tribe, později Damage Manual), Paul Barkera (Ministry), Duane Buforda, a Billa Rieflina (který později hrál s R.E.M.) spolu s asi dvacítkou dalších nepravidelně připívajících nebo hostujících umělců.
Singl rychle následovalo album Big Sexy Land v roce 1986, živé album You Goddamned Son of a Bitch v roce 1987 a Beers, Steers, and Queers v roce 1989. Po krátké přestávce vyšlo v roce 1993 Linger Ficken' Good jež bylo po dobu více než deset let posledním albem.
První album bylo směsí industriálu, techna a taneční muziky se samplovanými a značně syntetickými, dominujícími bíty. Živé album se personální změnou vrátilo k industriálu podobnému Ministry zatímco skladby z Big Sexy Land jsou vystavěné na řevu a hluku. Tento trend pokračuje i v albu Beers, Steers and Queers kde jsou přes sebe kladeny vrstvy samplů ponechané distorzi. Linger Ficken' Good vydané Sire records bylo poněkud krotší. Většina skladeb se vrátila k méně vrstvenému zvuku a pouze příležitostně obsahovala hluky Ministry. Album obsahuje cover verzi Rod Stewartova Do Ya Think I'm Sexy, rovněž vydanou na singlu.
Album Purple Head očekávané v roce 2004 vyšlo zpožděně až v roce 2006 se změněným názvem Cocked & Loaded.
Revolting Cocks jsou známí svými zvrhlými texty a prostopášnými živými vystoupeními. Vzhledem k jejich obsahu se stali cílem pro rozhořčené moralisty v 80. a 90. letech. Jejich skladba No Devotion byla umístěna na PMRC (Parents Music Resource Center) list zakázaných skladeb a v roce 1990 se britský ministr vnitra Douglas Hurd pokusil zastavit jejich vystupování v Británii odebráním pracovní licence.
Původ jména kapely je nejistý. Jeden příběh říká že jméno je výsledkem obzvláště tvrdých, pravidelných nočních pitek původních členů kapely. Jedné noci je majitel baru vyhodil a nazval je při tom „revolting cocks“ (zvracející čůráci).

## Členové
- Seven Antonopoulos (bicí; živé vystoupení 2006–)
- Kim Assaley (zpěv, 1993; turné 1990–1991)
- Mark Baker (bicí, zpěv; 2004–)
- Paul Barker (basa, klávesy, programování, zpěv; 1987–1993)
- Roland Barker (saxofón; 1993)
- Jello Biafra (zpěv; 1990–)
- Josh Bradford (zpěv; živé vystoupení 2006–)
- Stevie Branch (zpěv, kytara; 2006)
- Duane Buford (klávesy; 1993)
- Chris Connelly (zpěv; 1987–1993)
- Billy Gibbons (kytara; 2006–)
- Gibby Haynes (zpěv; 2006–)
- Al Jourgensen (zpěv & různé nástroje; vždy členem)
- Patty Jourgensen (zpěv; 1993)
- Anna K (basa; živé vystoupení 2006–)
- Timothy Leary (zpěv; 1993)
- Rick Nielsen (kytara; 2006–)
- Phil Owen (zpěv, 1990 & 2005; turné 1990–1991, 2006–)
- Nivek Ogre-Kevin Ogilvie (zpěv, 1990; turné 1990–1991)
- Louanne Ponder (zpěv; turné 1987)
- Trent Reznor (zpěv; turné 1990)
- Richard 23 (zpěv; 1985–1986)
- Bill Rieflin (bicí, programování; 1985–1993)
- Mike Scaccia (kytara; 1990–1993, 2004–)
- Sin (kytara; živé vystoupení 2006–)
- Louis Svitek (kytara; 1993)
- Gina Tubetop (zpěv; turné 1987)
- Luc van Acker (klávesy; 1985–1993, živé vystoupení 2006)
- Jeff Ward (bicí; 1990–1993)
- Clayton Worbeck (klávesy; živé vystoupení 2006–)
- Robin Zander (zpěv; 2006–)

## Diskografie

### Alba
1. „Big Sexy Land“ (1985)
2. „You Goddamned Son Of A Bitch – Live“ (1988)
3. „Beers, Steers, and Queers“ (1990)
4. „Linger Ficken' Good“ (1993)
5. „Cocked and Loaded“ (2006)
6. „Cocktail Mixxx“ (2007)
7. „Sex-O Mixxx-O“ (2009)
8. „Sex-O Olympic-O“ (2009)
9. „Got Cock“ (2010)

### Singly
1. „No Devotion“ (1985)
2. „You Often Forget“ (1986)
3. „Stainless Steel Providers“ (1989)
4. „(Let's Get) Physical“ (1989)
5. „Beers, Steers, and Queers (The Remixes)“ (1991)
6. „Crackin' Up“ (1993)
7. „Da Ya Think I'm Sexy“ (1993)